# Диана де Пуатье
Диа́на де Пуатье́ (фр. Diane de Poitiers; 3 сентября 1499[…], Сен-Валье — 25 апреля 1566, Ане) — возлюбленная, а также официальная фаворитка короля Генриха II Валуа, имевшая власть и влияние во Франции.

## Биография

### Происхождение, замужество
Диана была старшей дочерью Жана де Пуатье, сеньора де Сен-Валье (сына Аймара Пуатье и Жанны Орвень), и Жанны де Батарне. В 1505 году, когда Диане было пять или шесть лет, Жанна де Батарне умерла, и девочка оказалась на попечении Анны де Божё, дочери Людовика XI. В пятнадцатилетнем возрасте её выдали замуж за Луи де Брезе, графа де Мольврье (мать которого была плодом незаконной любви Карла VII и Агнессы Сорель). 23 июля 1531 года Луи де Брёзе скончался, оставив супругу вдовой в возрасте 31 года. Она воздвигла для супруга величественную усыпальницу в соборе Нотр-Дам в Руане и до конца своих дней носила траур по нему — её цвета всегда, даже в то время, когда она являлась фавориткой короля, ограничивались чёрным и белым. Несмотря на эту демонстрацию вечной скорби, по словам историка Ф. Эрланже, красота Дианы сослужила немалую службу её отцу, сеньору де Сен-Валье, который участвовал в 1522 в заговоре коннетабля де Бурбона, выступая на стороне мятежников. Когда трибунал приговорил его к смерти через отсечение головы, Диана, заливаясь слезами, бросилась к ногам короля Франциска I, умоляя его о помиловании для отца, и король, тронутый её красотой и горем, простил мятежника.

### Встреча с Генрихом
Встреча Дианы и Генриха состоялась, когда ей было 26, а ему 7 лет: он вместе со старшим братом отправлялся в заложники вместо своего отца Франциска, и Диана поцеловала мальчика в лоб. С тех пор он стал её возлюбленным, и, вернувшись через 4 года из плена, воспылал к ней страстью. Генрих, который был младшим сыном короля, изначально не мог претендовать на корону, но вскоре после смерти малолетнего Франциска III он стал дофином, и Диана стала одной из двух главных женщин при дворе, наряду с фавориткой Франциска I герцогиней д’Этамп. Диана была на десять лет старше соперницы, но по преданиям, по-прежнему ослепляла своей красотой. Несмотря на то, что герцогиня д’Этамп и её сторонники шутили по поводу возраста прекрасной вдовы и наградили её прозвищем «Старый гриб», влияние Дианы возрастало с каждым днем. Став верным рыцарем Дианы, Генрих носил цвета владычицы своего сердца — чёрный и белый — и до самой смерти украшал свои перстни и одежды сдвоенным вензелем «DH» (первые буквы имён Диана и Генрих).

### Подлинная королева
Когда после смерти Франциска I Генрих II стал королём, его супруга Екатерина Медичи номинально была объявлена королевой Франции, но все понимали, что настоящей королевой стала Диана; даже на церемонии коронации она занимала почётное публичное место, тогда как Екатерина находилась на удалённой трибуне. Приход к власти Генриха обернулся триумфом Дианы, вознесённой при новом дворе к заоблачным вершинам. Генрих осыпал её бесценными подарками: к самым завидным драгоценностям короны он присовокупил огромный бриллиант, изъятый у поверженной фаворитки умершего короля, герцогини д’Этамп. Диане также достались все замки и парижский особняк соперницы. Вскоре Диане было оказано ещё одно благодеяние — в соответствии с традицией при смене монарха должностные лица обязаны были однократно уплатить налог «за подтверждение полномочий», но на этот раз все средства поступили не в королевскую казну, а лично фаворитке короля. Также она должна была получать часть налога на колокольни. По мнению историка Ф. Эрланже, по этому поводу есть намёк в книге Рабле, а именно в истории Гаргантюа, который повесил на шею своей кобыле парижские колокола. Кроме всего вышеперечисленного, спустя три месяца после смерти отца Генрих подарил своей возлюбленной замок Шенонсо, а в 1548 году она получила титул герцогини де Валентинуа. 
Придя к власти, Генрих II позволил возлюбленной осуществлять полный контроль над делами королевства. Как отмечает историк Ги Шоссинан Ногаре, никогда в истории монархии никакой фаворитке не удавалось достичь такого абсолютного и эффективного воздействия на особу короля, а тем более убедить иностранных государей в своем всемогуществе. В переписке с ней состояли послы многих государств и Папа римский, так как король не предпринимал ничего, не посоветовавшись с ней.

### Кадровая политика
Началом политической деятельности Дианы стало проведение новой кадровой политики. Не удовольствовавшись изгнанием герцогини д’Этамп,она подвергла чистке весь королевский совет, министерство и парламент (так, Пьер Лизе лишился должности премьер-министра, а Оливье — должности канцлера), а её сторонники стали получать высшие государственные должности. Как только Генрих стал королём, он вспомнил своих старых друзей и повелел вверить Монморанси высший государственный пост. Диана не возражала против этого, так как выбор этого человека наилучшим образом соответствовал её собственным интересам, и она поддерживала коннетабля — он не внушал ей опасений, но вскоре она решила, что Монморанси забрал слишком большую власть и недостаточно считается с её мнением, и потому попыталась создать для него конкурента. Лотарингский дом пользовался расположением короля и благоволил к ней. Она добилась назначения кардинала Шарля Лотарингского на пост главы личного королевского Совета, а чтобы узы признательности стали ещё крепче, выдала свою младшую дочь, Луизу де Брезе, за Клода Лотарингского, герцога Майенского. Для своего второго зятя, Робера де Ла Марка, она добилась должности маршала Франции. Одним из самых знатных её сторонников стал кардинал Жан дю Белле, декан Священной Коллегии кардиналов, не преминувший расхвалить фаворитку папе римскому Павлу III, который также отнёсся к ней приветливо, хвалил и рекомендовал нунцию пожелать ей счастья за «её набожность, благочестие и выдающиеся услуги, которые она оказала Святому Престолу при французском королевском дворе». Тем не менее, не все одинаково относились к абсолютной власти, которой обладала Диана при поддержке Лотарингского дома. Посол, представлявший в Париже интересы Козимо Медичи считал её влияние фактом прискорбным и гибельным и писал, что «...не следует выдавать чёрное за белое в отношении высокого положения и всемогущества этой женщины. Она ведёт себя таким образом, что нам остаётся лишь сожалеть о мадам д’Этамп».
Ещё одним человеком, недовольным могуществом Дианы, был Монморанси, чьё влияние уменьшалось пропорционально возрастанию доверия к Лотарингскому дому и ближайшему окружению. Чтобы избавиться от Дианы и её сторонников, а также вернуть себе доверие короля, он решил заменить фаворитку Джанет Флеминг, гувернанткой Марии Стюарт. Для пресечения связи, возникшей между королём и Джанет, Диане пришлось употребить всю свою волю и незаурядные, по мнению Брантома, актёрские способности. В результате Монморанси проиграл, а Диана вновь вернула утраченные позиции. Начиная с 1550 года, она управляла министерствами, ведала назначениями, смещениями и вообще всеми государственными делами, подобно премьер-министру. Она утвердила нового казначея л’Епарня, полностью ей преданного. Когда она сочла, что хранитель печати Франсуа Оливье выказывает недостаточное усердие и нерешительность, то поставила на его место Жана Бертрана, верного человека, на которого могла положиться.

### Дипломат
Влияние фаворитки не ограничивалось одной только внутренней политикой, но распространялось на всё, в том числе и на международные отношения. Невольно оказавшись втянутой в войну, угрожавшую её землям, зависимым от Лотарингского дома, после поражения под Сен-Кантеном она сблизилась с Монморанси и партией мира. Под влиянием Павла IV и Монморанси Диана посоветовала Генриху подписать Като-Камбрезийский мир (3 апреля 1559 года), благополучно завершивший итальянские походы, длившиеся шестьдесят лет. Этот мир упрочил границы на севере и на востоке и закрепил за Францией Кале и три епископства. Что касается Екатерины Медичи, она при жизни своего мужа не вмешивалась в государственные дела, предоставляя Диане решать  все вопросы и сохраняя видимость дружеских отношений с ней. Лишь однажды, по утверждению Брантома, произошёл случай,  продемонстрировавший неприязнь, которую королева испытывала к сопернице: увидя Екатерину с книгой в руках, фаворитка с улыбкой спросила её, что она читает, на что та ответила: «Я читаю историю Франции и нахожу неоспоримые свидетельства того, что в этой стране блудницы всегда управляли делами королей».
Власть Дианы де Пуатье над Генрихом II проявлялась также в том, что она открыто спекулировала религиозной ортодоксией короля, внушая ему ненависть к протестантам и побуждая преследовать их, — с целью обогатиться за счёт ограбления репрессируемых.

### После смерти короля
«Правление» Дианы де Пуатье закончилось в 1559 году, когда Генрих II был убит на турнире графом де Монтгомери. Король ещё был жив, когда королева Екатерина Медичи, проявив слабость, приказала Диане покинуть Париж, отдав прежде все драгоценности, подаренные ей Генрихом. Это была древняя традиция: со смертью короля все его приближённые (включая мать, жену, детей) возвращали драгоценности, принадлежавшие королевской казне. Диана де Пуатье дала весьма достойный ответ: «… пока у меня есть повелитель, я хочу, чтобы мои враги знали: даже когда короля не будет, я никого не побоюсь». Диана вернула ларец с драгоценностями только на следующий день после смерти Генриха II.
Диана де Пуатье удалилась в свой замок Ане, где жила, по утверждению хрониста Пьера де Брантома, видевшего её незадолго до её смерти, оставаясь до самой смерти обладательницей удивительной красоты, которая «...не встречает такого бесчувственного сердца, чтобы оно оставалось равнодушным» и умерла на шестьдесят седьмом году жизни.

## Дети
- Франсуаза де Брезе (1518—1574), муж — Робер де Ла Марк, герцог де Буйон

- Луиза де Брезе (1521—1577), муж — Клод Лотарингский, маркиз де Майенн

## Отзывы и оценки
Отношение современников к Диане было весьма различным. В частности, Брантом говорил о ней, как об особе, «преисполненной доброты и милосердия, известной своим благочестием и набожностью, вследствие чего народ Франции должен... молить Бога о том, чтобы ни одна последующая фаворитка ни в чём ей не уступала». В других отзывах её нередко именуют кровопийцей народа, обвиняя в жадности и корысти, и объявляют виновницей всех бед, обрушившихся на Францию в период правления Генриха II, в частности, нарушения французско-испанского перемирия и преследований протестантов. Считается, что цикл из шести гравюр с единорогом Жана Дюве вдохновлены отношениями Генриха II и Дианы де Пуатье.
Диана стала героиней исторического романа А. Дюма «Две Дианы» и нааписанной на его основе одноимённой пьесы.

## В кино
- В художественном фильме американского режиссёра Дэвида Миллера «Диана[англ.]» (1956) её роль исполнила Лана Тёрнер.
- В телесериале «Царство» (2013—2017) её роль исполнила Анна Уолтон.
- Людивин Санье исполнила роль Дианы Пуатье в телесериале «Королева змей», США, 2022 г.
- В фильме «Нострадамус» (1994) её роль исполнила Диана Квик[англ.].
- В сериале «Диана де Пуатье[фр.]» (2022; Passionfilms, France Télévisions, TV5MONDE, Radio Télévision Suisse (RTS), её роль исполнила Изабель Аджани.